# Zeillern
Zeillern ist eine österreichische Marktgemeinde mit 1933 Einwohnern (Stand 1. Jänner 2025) im Bezirk Amstetten in Niederösterreich.

## Geografie
Zeillern liegt im Herzen des Mostviertels in Niederösterreich. Das Land wird vom Zeitlbach entwässert, der im Südwesten des Gemeindegebiets entspringt und dieses nach Nordosten durchquert. Der Bach fließt in einer Meereshöhe von 290 Meter. Bewaldete Hügel im Süden erreichen 380 Meter, der hügelige Nordwesten ist maximal 400 Meter hoch.
Die Gemeinde hat eine Fläche von 22 Quadratkilometer. Davon werden 74 Prozent landwirtschaftlich genutzt, 16 Prozent sind bewaldet.

### Gemeindegliederung
Die Marktgemeinde Zeillern besteht nur aus der gleichnamigen Katastralgemeinde.
Sie umfasst die Ortsteile:
- Destelberg
- Dorf
- Edla
- Engersdorf
- Flachsberg
- Friedlmühle
- Gebetsberg
- Groschopf
- Hickersberg
- Hörsdorf
- Kirchholz
- Kleinberg
- Lemberg
- Ludwigsdorf
- Luppenberg
- Oberzeillern
- Pyhra
- Rabenleiten
- Reinthal
- Reitzberg
- Rosenfeld
- Salzgrub
- Schörghof

sowie mehrere benannte Einzelhöfe:
- Am Steg
- Dirnberg
- Gatterbauer
- Graben
- Humpelhof
- Kobl
- Königshof
- Krenberg
- Limberg
- Maischberg
- Melbing
- Mühlbrunn
- Oberdona
- Obere Grub
- Obere Hub
- Obernleiten
- Pauleiten
- Preinesberg
- Reith
- Rohra
- Untere Grub
- Untere Hub
- Wieser
- Wingersleiten

### Nachbargemeinden
| Wallsee-Sindelburg |                                             | Ardagger  |
|                    | Kompassrose, die auf Nachbargemeinden zeigt |           |
| Oed-Oehling        |                                             | Amstetten |

## Geschichte
Dass Zeillern in die Römerzeit besiedelt war, zeigt der Verlauf der Limestrasse durch das Gemeindegebiet.
Im 9. Jahrhundert schenkte Karl der Große dem bayrischen Kloster Niederaltaich Güter um den Cidalaribah (Zeitlbach). Diese Schenkung wurde im Jahr 863 von König Ludwig dem Deutschen bestätigt. Der Ort Zidelaren (Zeillern) wird erstmals 1140 urkundlich erwähnt. „Zidelari“ ist althochdeutsch und bedeutet „Bienenzüchter, Imker“. Zeillern hatte damals eine Kirche, die von der Pfarre Stephanshart betrieben wurde.
Der erste nachweisbare weltlichen Besitzer war die Familie Traun, die 1239 genannt wird. 1380 erhält Bernhard II. von Seisenegg „Haus und Hof Zeillern“ als Belohnung von Herzog Albrecht. Im Jahr 1605 kauft Wolf Friedrich Tattenbach Zeillern und baut das Anwesen zu einem Wasserschloss aus, das in etwa dem heutigen Schloss Zeillern entspricht. In der Herrschaft der Familie Tattenbach wird 1633 Zeillern zum Markt erhoben. 1664 erwirbt Reichsgraf Konrad Balthasar von Starhemberg das Schloss, das bis 1867 im Besitz seiner Familie bleibt. In deren letzten Jahren verfiel das Schloss und es folgten rasche wechselnde Besitzer, bei deren Renovierungsarbeiten der Renaissancecharakter des Schlosses verloren ging. Im Ersten und im Zweiten Weltkrieg diente das Schloss als Lazarett, 1945 waren russische Besatzungssoldaten einquartiert. Nachdem die Marktgemeinde 1976 das Schloss kaufte, wurde es umfangreich renoviert und wird seither als Restaurant und Hotel verpachtet.

### Einwohnerentwicklung
Nach dem Ergebnis der Volkszählung 2001 gab es 1.650 Einwohner. 1991 hatte die Marktgemeinde 1.579 Einwohner, 1981 1.568 und im Jahr 1971 1.505 Einwohner.
| Zeillern: Einwohnerzahlen von 1869 bis 2025         | Zeillern: Einwohnerzahlen von 1869 bis 2025 | Zeillern: Einwohnerzahlen von 1869 bis 2025 | Zeillern: Einwohnerzahlen von 1869 bis 2025 | Zeillern: Einwohnerzahlen von 1869 bis 2025 |
| --------------------------------------------------- | ------------------------------------------- | ------------------------------------------- | ------------------------------------------- | ------------------------------------------- |
| Jahr                                                |                                             |                                             |                                             | Einwohner                                   |
| 1869                                                | 1869                                        |                                             | 1.308                                       | 1.308                                       |
| 1880                                                | 1880                                        |                                             | 1.358                                       | 1.358                                       |
| 1890                                                | 1890                                        |                                             | 1.346                                       | 1.346                                       |
| 1900                                                | 1900                                        |                                             | 1.383                                       | 1.383                                       |
| 1910                                                | 1910                                        |                                             | 1.348                                       | 1.348                                       |
| 1923                                                | 1923                                        |                                             | 1.378                                       | 1.378                                       |
| 1934                                                | 1934                                        |                                             | 1.432                                       | 1.432                                       |
| 1939                                                | 1939                                        |                                             | 1.505                                       | 1.505                                       |
| 1951                                                | 1951                                        |                                             | 1.354                                       | 1.354                                       |
| 1961                                                | 1961                                        |                                             | 1.389                                       | 1.389                                       |
| 1971                                                | 1971                                        |                                             | 1.505                                       | 1.505                                       |
| 1981                                                | 1981                                        |                                             | 1.568                                       | 1.568                                       |
| 1991                                                | 1991                                        |                                             | 1.579                                       | 1.579                                       |
| 2001                                                | 2001                                        |                                             | 1.650                                       | 1.650                                       |
| 2011                                                | 2011                                        |                                             | 1.760                                       | 1.760                                       |
| 2021                                                | 2021                                        |                                             | 1.904                                       | 1.904                                       |
| 2025                                                | 2025                                        |                                             | 1.933                                       | 1.933                                       |
| Quelle(n): Statistik Austria, Gebietsstand 1.1.2021 |                                             |                                             |                                             |                                             |

## Kultur und Sehenswürdigkeiten

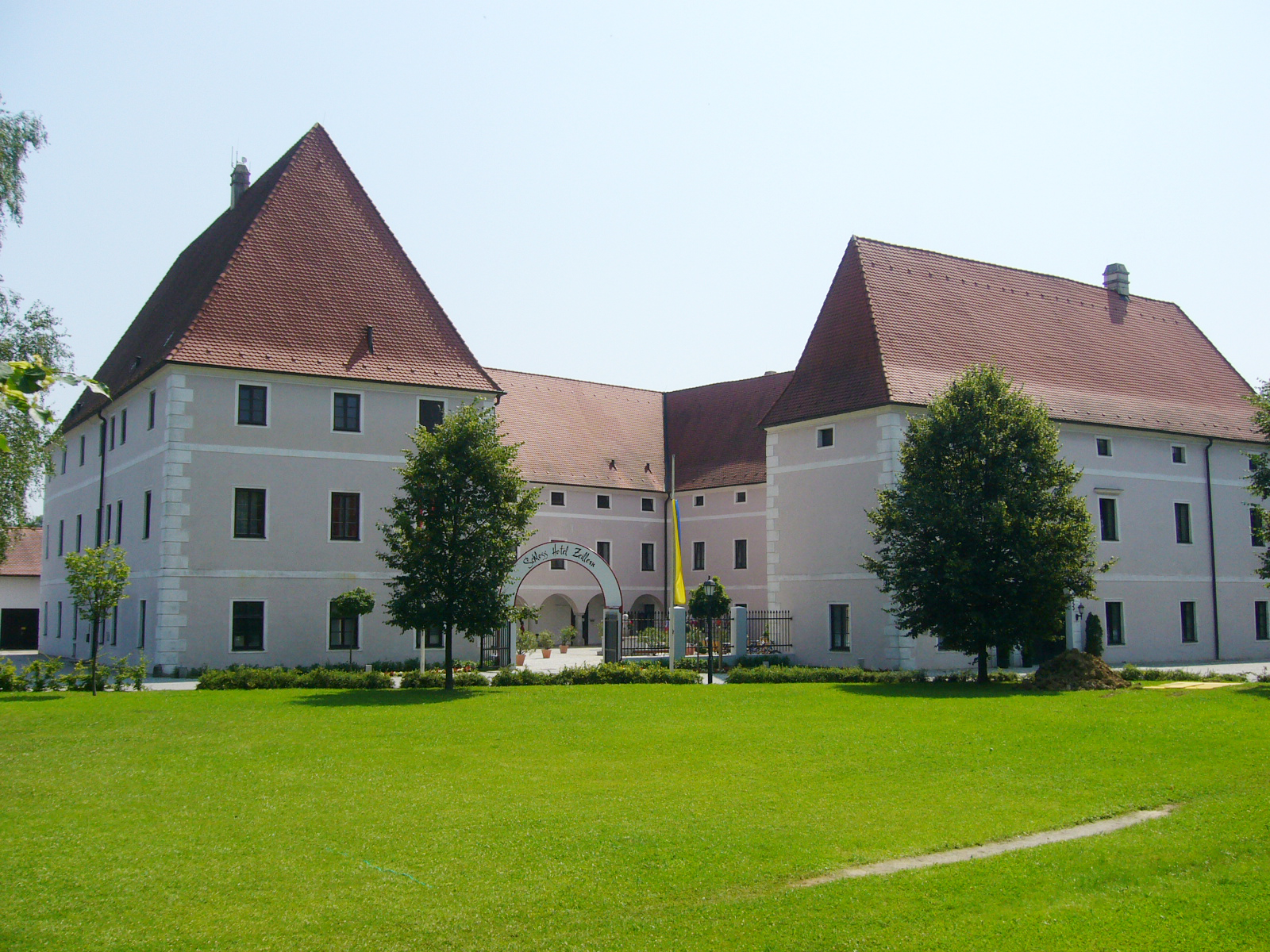
Schloss Zeillern

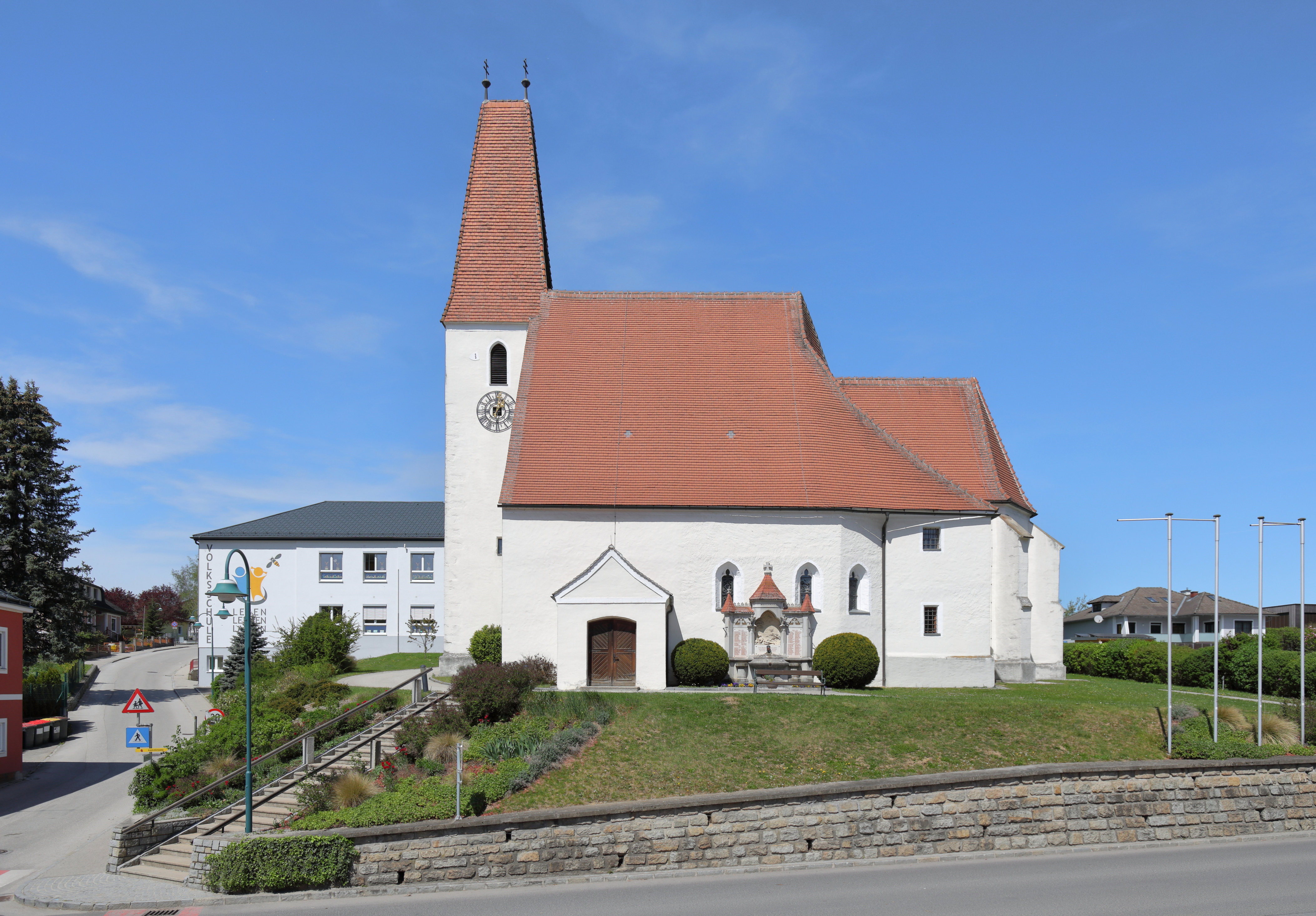
Pfarrkirche Zeillern

- Schloss Zeillern: Im Schloss befindet sich heute ein Hotel und ein Seminarzentrum
- Katholische Pfarrkirche Zeillern hl. Jakobus der Ältere: dreischiffige, gotische Hallenkirche mit romanischen Bauteilen; Turm mit steilem Walmdach, Langhaus mit steilem Satteldach; geweiht dem Hl. Jakob dem Älteren.
- Für die Gestaltung des Platzes zwischen der Pfarrkirche, dem Schloss und der Schlossinsel mit einem sogenannten roten Teppich mit der Architektin Caren Ohrhallinger[7] erhielt die Marktgemeinde 2012 den Niederösterreichischen Dorf- und Stadterneuerungspreis.[8]
- Kapelle in Reitzberg, auch Reitschberger Kapelle genannt: In der rechten Innenwand steckt eine Kanonenkugel aus der Schlacht bei Amstetten[9]

## Wirtschaft und Infrastruktur
Die Erwerbsquote lag 2001 bei 49,03 Prozent. Im Jahresdurchschnitt 2003 gab es am Ort 14 Arbeitslose.

### Wirtschaftssektoren
Von den 87 landwirtschaftlichen Betrieben des Jahres 2010 wurden 60 im Haupt- und 27 im Nebenerwerb geführt. Die Haupterwerbsbauern bewirtschafteten 87 Prozent der Flächen. Im Produktionssektor waren 41 Erwerbstätige im Bereich Herstellung von Waren und 30 im Baugewerbe beschäftigt. Die wichtigsten Arbeitgeber des Dienstleistungssektors waren die Bereiche Handel (70), Beherbergung und Gastronomie (65) und soziale und öffentliche Dienste (26 Mitarbeiter).
| Wirtschaftssektor            | Anzahl Betriebe | Anzahl Betriebe | Erwerbstätige | Erwerbstätige |
| Wirtschaftssektor            | 2011            | 2001            | 2011          | 2001          |
| ---------------------------- | --------------- | --------------- | ------------- | ------------- |
| Land- und Forstwirtschaft 1) | 87              | 116             | 96            | 95            |
| Produktion                   | 18              | 14              | 73            | 131           |
| Dienstleistung               | 47              | 24              | 193           | 105           |

1) Betriebe mit Fläche in den Jahren 2010 und 1999

### Arbeitsmarkt, Pendeln
Im Jahr 2011 wohnten 944 Erwerbstätige in Zeillern. Davon arbeiteten 204 in der Gemeinde, beinahe achtzig Prozent pendelten aus.

### Verkehr
- Eisenbahn: Der Bahnhof Amstetten liegt fünf Kilometer östlich von Zeillern an der Westbahn.[14]
- Straße: Im Süden des Gemeindegebietes verlaufen parallel die West Autobahn A1 und die Wiener Straße B1.

### Öffentliche Einrichtungen
In Zeillern befindet sich ein Kindergarten und eine Volksschule.

## Politik

### Gemeinderat
Der Gemeinderat hat 19 Mitglieder.
- Nach den Gemeinderatswahlen in Niederösterreich 1990 hatte der Gemeinderat folgende Verteilung: 17 ÖVP und 2 SPÖ.
- Nach den Gemeinderatswahlen in Niederösterreich 1995 hatte der Gemeinderat folgende Verteilung: 14 ÖVP, 3 Bürgerliste Zeillern und 2 SPÖ.[17]
- Nach den Gemeinderatswahlen in Niederösterreich 2000 hatte der Gemeinderat folgende Verteilung: 17 ÖVP und 2 SPÖ.[18]
- Nach den Gemeinderatswahlen in Niederösterreich 2005 hatte der Gemeinderat folgende Verteilung: 16 ÖVP und 3 SPÖ.[19]
- Nach den Gemeinderatswahlen in Niederösterreich 2010 hatte der Gemeinderat folgende Verteilung: 16 ÖVP und 3 SPÖ.[20]
- Nach den Gemeinderatswahlen in Niederösterreich 2015 hatte der Gemeinderat folgende Verteilung: 14 ÖVP und 5 SPÖ.[21]
- Nach den Gemeinderatswahlen in Niederösterreich 2020 hatte der Gemeinderat folgende Verteilung: 14 ÖVP, 3 SPÖ und 2 FPÖ.[22]
- Nach den Gemeinderatswahlen in Niederösterreich 2025 hat der Gemeinderat folgende Verteilung: 12 ÖVP, 4 FPÖ und 3 SPÖ.[23]

### Bürgermeister
- bis 2005 Heinrich Zarl (ÖVP)
- 2005–2012 Rupert Perger (ÖVP)
- seit 2012 Friedrich Pallinger (ÖVP)[24]

### Wappen
Der Gemeinde wurde 1961 ein Wappen verliehen. Der linke Schildteil mit den weiß-rot gebogenen Streifen weist auf das Rittergeschlecht der Capeller hin, die frühe Besitzer des Schlosses Zeillern waren. Die Bienen mit dem Bienenstock stehen für den alten Namen „Cidelaribach“ (am Bach bei den Imkern).

### Partnergemeinde
Seit 1985 besteht eine Partnerschaft mit der Gemeinde Zeilarn in Niederbayern.